# HMS Buddleia (K402)
HMS Buddleia (K402) je bila korveta izboljšanega razreda Flower, ki je med drugo svetovno vojno plula pod zastavo Kraljeve vojne mornarice.

## Zgodovina
10. novembra 1943 je bila korveta predana Kraljevi kanadski vojni mornarici, ki jo je preimenovala v HMCS Giffard (K402).